# Petuh
Petuh eller petu er en blanding af tysk, nedertysk, rigsdansk og sønderjysk, som taltes i Flensborg og omegn. Det er tysk med nogle danske begreber og låneoversættelser, men med dansk grammatik og syntaks. Man kan også sige, at det er dansk iklædt tyske ord. På petuh udtales s-lyden som på dansk som en ustemt alveolær sibilant. G-lyden bliver til tysk 'ch' [x] eller som hollandsk 'g' [ɣ].
Petuh fik navnet efter partoutkortet (årskortet) på færgerne på Flensborg Fjord. Det var især de såkaldte petuhtanter, som brugte blandingssproget på deres sammenkomster på salon-færgerne i begyndelsen af 1900-tallet.

## Eksempler
| Petuh                                                                        | Dansk                                                                                       | Tysk |
| ---------------------------------------------------------------------------- | ------------------------------------------------------------------------------------------- | --- |
| abbe Knüpfe (/ Knöppe)                                                       | knapper, der er gået af                                                                     | abgerissene Knöpfe                                                                                            |
| abklippen                                                                    | klippe af                                                                                   | abschneiden                                                                                                   |
| Fatuch                                                                       | karklud eller: fadeklud (sønderjysk: fæklue)                                                | Spültuch |
| figellinsch                                                                  | vanskelig                                                                                   | schwierig |
| Feudel                                                                       | gulvklud eller: føjlstyk (sønderjysk)                                                       | Putzlappen |
| feudeln                                                                      | vaske gulvet eller: føjel æ gulw (sønderjysk)                                               | Boden putzen                                                                                                  |
| flütten                                                                      | flytte                                                                                      | umziehen |
| Kinder eller: Kinners passen                                                 | passe børnene                                                                               | auf Kinder aufpassen                                                                                          |
| Kinner einlegen                                                              | få børnene i seng                                                                           | Kinder ins Bett bringen                                                                                       |
| mallören                                                                     | ske malør eller: ulykke                                                                     | ein Unglück                                                                                                   |
| Schau                                                                        | sjov                                                                                        | Spaß |
| Stackel                                                                      | stakkel                                                                                     | Ärmster |
| süßeln eller: besüßeln                                                       | sysle                                                                                       | beschäftigen                                                                                                  |
| Tummelum                                                                     | tummel eller: uro                                                                           | Unruhe |
| Is dat Sünde!                                                                | Det er synd! eller: Hvor er det syndt!                                                      | Ist das schade eller: Das ist schade!                                                                         |
| Dat mit dem Jensen is voll Sünde, nich?                                      | Det er rigtig synd med Jensen, ikke sandt?                                                  | Schlimm, was dem Jensen passiert ist, oder?                                                                   |
| Dascha ’n Maars un kriegn ’n guten Platz in’n Unibus!                        | Det er et mas at få en god plads i bussen!                                                  | Es ist schwer, im Omnibus einen guten Platz zu bekommen!                                                      |
| Nun sollen wir mal sehen und kommen los.                                     | Nu skal vi se at komme af sted.                                                             | Jetzt wollen wir mal los.                                                                                     |
| So'n Aggewars!                                                               | Hvor er det besværlig! eller: Sikken aggevas! (sønderjysk)                                  | Oh, ist das mühsam!                                                                                           |
| Wie kann ein sitzen bei außes Licht und zue Rollon und näh´n abbe Knöppe an? | Hvordan kan man sidde med slukket lys og nedrullede rullegardiner og sy afrevne knapper på? | Wie kann eine (man) bei ausgeschaltetem Licht und geschlossenen Rollos sitzen und abgerissene Knöpfe annähen? |